# Tomas Antonelius
Tomas Emil Rune Gustafsson-Antonelius (Estocolmo, 7 de maio de 1973) é um ex-futebolista sueco, que atua como defensor.

## Carreira
Inicia a carreira em 1994, no Brommapojkarna, onde jogaria até 1996, Jogaria também por AIK, Coventry City e Copenhague. Encerraria a carreira no Copenhague, ainda jovem (tinha 30 anos), mas chegou a ensaiar uma volta aos gramados, pelo nanico Djursholm United, onde deixaria de vez os gramados para estudar economia.

## Seleção Sueca
Estreou na Seleção Sueca no ano de 1998, Participou da Eurocopa de 2000 (jogando apenas uma partida) e da Copa de 2002 (amargando a reserva).

## Controvérsia
Até 2001, ele jogava utilizando o sobrenome Gustafsson (o maior exemplo foi na Euro 2000), muito comum na Suécia. No Mundial de 2002, passou a usar o Antonelius, sobrenome do marido de uma irmã sua.